# Янес, Вамбол Гансович
Вамбол Гансович Янес (1913 год, с. Сальме, Сухумский округ, Кутаисская губерния, Российская империя — дата смерти неизвестна) — агроном колхоза имени Сталина Леселидзевского сельсовета Гагрского района Абхазской АССР, Грузинская ССР. Герой Социалистического Труда (1949).

## Биография
Родился в 1913 году в семье школьного учителя в эстонском селе Сальме Кутаисской губернии.
Окончил Грузинский сельскохозяйственный институт. Трудился в колхозе имени Сталина (с 1960 года после слияния с соседним колхозом имени Кингисеппа — колхоз «Дружба») Гечрыпшского сельсовета (позднее — Леселидзевский сельсовет) Гагрского района.
В 1942 году призван на фронт. Воевал командиром отделения стрелковой роты в составе 925-го стрелкового полка 249-й Эстонской Ордена Ленина Краснознамённой стрелковой дивизии. Во время сражений по ликвидации Курляндской группировки немецких войск в марте 1945 года в районе озера Балтэзерс награждён Орденом Красной Звезды.
После демобилизации в звании сержанта возвратился в родное село, где продолжил трудиться агрономом в колхозе имени Сталина. Вместе с председателем колхоза Гансом Михайловичем Северином занимался внедрением передовых агротехнических методов в табаководстве и при выращивании других сельскохозяйственных культур. В 1946 году в условиях засушливого летнего сезона колхоз благодаря деятельности Вамбола Янеса сдал государству в среднем с каждого гектара по 20,5 центнеров кукурузы, 20 центнеров табака и 83 центнеров картофеля.
В 1948 году в колхозе было собрано в среднем с каждого гектара табака сорта «Самсун» № 27 по 18,6 центнеров с участка площадью 15 гектаров. Указом Президиума Верховного Совета СССР от 3 мая 1949 года удостоен звания Героя Социалистического Труда «за получение высоких урожаев кукурузы и табака при выполнении колхозами обязательных поставок и контрактации по всем видам сельскохозяйственной продукции, натуроплаты за работу МТС в 1948 году и обеспеченности семенами всех культур в размере полной потребности для весеннего посева 1949 года» с вручением ордена Ленина и золотой медали «Серп и Молот».
Этим же указом звания Героя Социалистического Труда были удостоены председатель колхоза Ганс Михайлович Северин, табаководы бригадир Вольдемар Магнусович Ромм, звеньевые Михаил Юганович Конно и Ильда Иоэловна Локк.
После распада СССР в 1990-е годы выехал на постоянное жительство в Краснодарский край.
Дата смерти не установлена.
Награды и звания
- Герой Социалистического Труда
- Орден Ленина
- Орден Красной Звезды (07.04.1945)
- Орден Отечественной войны 2 степени (11.03.1985)
- Медаль «За трудовую доблесть» (21.02.1948)